# KYTV
KYTV est une série télévisée britannique sur une chaîne de télévision fictive, diffusée du 12 mai 1989 au 22 octobre 1993 sur le réseau BBC2. La série parodie la télévision par satellite de l'époque.
En France, les saisons 1 et 2 ont été diffusées en version originale sous-titrée du lundi au vendredi à 19h55 du 15 décembre 1992 au 31 décembre 1992 sur Arte. La saison 3 en juillet 1994 dans Continentales d'été sur France 3.
Rediffusion intégrale du 30 août 1997 au 27 décembre 1997 sur Arte.

## Historique
La série est l'adaptation télévisée de la sitcom radiophonique Radio Active, qui parodiait les radios locales, développée par la même équipe.
Les épisodes sont écrits par Angus Deayton et Geoffrey Perkins, produits par Jamie Rix, réalisé par John Kilby et John Stroud, avec de la musique par Philip Pope. La plupart des programmes avaient déjà été diffusés sur Radio Active.
Le pilote a diffusé le 12 mai 1989 et 5 épisodes supplémentaires ont débuté le 3 mai 1990. Une deuxième saison de 6 épisodes a commencé le 17 mars 1992. La saison 3 a été diffusée du 17 septembre au 22 octobre 1993, plus une émission spéciale Children in Need, pour un total de 19 épisodes.
En 1992, la série a remporté la Rose d'Argent et le Prix spécial de la ville de Montreux au Festival de la Rose d'Or pour l'épisode Good Morning Calais.

## Synopsis
KYTV mélange sketches et chansons irrévérencieux: une satire de la télévision par satellite au Royaume-Uni avec des patrons de chaînes opportunistes produisant de la télévision de faible qualité pas cher, cherchant à exploiter les téléspectateurs.
KYTV est censée être une télévision par satellite à petit budget. Le nom de la chaîne s'inspirant de son propriétaire présumé  'Sir Kenneth Yellowhammer' , le logo possédant des similitudes avec celui de  Sky Television. Le nom KYTV est déjà en soi un jeu de mots qui devient plus évident avec son diminutif "KY Telly", un jeu de mots avec le lubrifiant KY Jelly.

## Distribution

### Personnages
Les cinq principaux acteurs ont joué divers rôles. Leurs personnages principaux en tant que présentateurs étaient :
- Angus Deayton: 'Mike Channel'
- Helen Atkinson-Wood:  Anna Daptor  '
- Michael Fenton Stevens:  'Martin Brown'
- Geoffrey Perkins:  'Mike Flex'
- Philip Pope:  'La voix-off de la chaîne'  (non crédité)